# Consistório Ordinário Público de 1958
Em 15 de dezembro de 1958, durante o seu primeiro consistório, o Papa João XXIII criou vinte e três cardeais. O consistório se fez necessário para aumentar o número de cardeais, agora decisivamente exíguo. Esta seria a primeira vez desde quando o Papa Sisto V, em 1586, determinou que o Colégio dos Cardeais deveria ter 70 nomes, que se chegou a esse número. Os vinte e três novos purpurados foram:

## Cardeais Eleitores
| Nº       | País               | Nome                                   | Idade    | Cargo                                                         | Título ou Diaconia                                                     |
| Cardeais | Cardeais           | Cardeais                               | Cardeais | Cardeais                                                      | Cardeais                                                               |
| -------- | ------------------ | -------------------------------------- | -------- | ------------------------------------------------------------- | ---------------------------------------------------------------------- |
| 1        | Itália             | Giovanni Battista Montini              | 61       | arcebispo de Milão                                            | Cardeal-presbítero de Santos Silvestre e Martinho nos Montes           |
| 2        | Itália             | Giovanni Urbani                        | 58       | patriarca de Veneza                                           | Cardeal-presbítero de Santa Priscila                                   |
| 3        | Itália             | Paolo Giobbe                           | 78       | núncio apostólico nos Países Baixos                           | Cardeal-presbítero de Santa Maria em Vallicella                        |
| 4        | Itália             | Giuseppe Fietta                        | 75       | núncio apostólico na Itália                                   | Cardeal-presbítero de São Paulo em Regola                              |
| 5        | Itália             | Fernando Cento                         | 75       | núncio apostólico em Portugal                                 | Cardeal-presbítero de Santo Eustáquio                                  |
| 6        | Itália             | Carlo Chiarlo                          | 77       | oficial da Secretaria de Estado da Santa Sé                   | Cardeal-presbítero de Santa Maria em Portico Campitelli                |
| 7        | Itália             | Amleto Giovanni Cicognani              | 75       | delegado apostólico nos Estados Unidos                        | Cardeal-presbítero de São Clemente                                     |
| 8        | México             | José Garibi y Rivera                   | 69       | arcebispo de Guadalajara                                      | Cardeal-presbítero de Santo Onofre                                     |
| 9        | Uruguai            | Antonio María Barbieri, O.F.M.Cap.     | 66       | arcebispo de Montevidéu                                       | Cardeal-presbítero de São Crisógono                                    |
| 10       | Inglaterra         | William Godfrey                        | 69       | arcebispo de Westminster                                      | Cardeal-presbítero de Santos Nereu e Aquileu                           |
| 11       | Itália             | Carlo Confalonieri                     | 65       | secretário da Congregação para os Seminários e a Universidade | Cardeal-presbítero de Santa Inês Fora das Muralhas                     |
| 12       | Estados Unidos     | Richard James Cushing                  | 63       | arcebispo de Boston                                           | Cardeal-presbítero de Santa Susana                                     |
| 13       | Itália             | Alfonso Castaldo                       | 68       | arcebispo de Nápoles                                          | Cardeal-presbítero de São Calisto                                      |
| 14       | França             | Paul-Marie-André Richaud               | 71       | arcebispo de Bordeaux                                         | Cardeal-presbítero de Santos Ciríaco e Julita                          |
| 15       | Estados Unidos     | John Francis O'Hara, C.S.C.            | 70       | arcebispo de Filadélfia                                       | Cardeal-presbítero de Santos André e Gregório no Monte Celio           |
| 16       | Espanha            | José María Bueno y Monreal             | 54       | arcebispo de Sevilha                                          | Cardeal-presbítero de Santos Vito, Modesto e Crescência                |
| 17       | Áustria            | Franz König                            | 55       | arcebispo de Viena                                            | Cardeal-presbítero de Santo Eusébio                                    |
| 18       | Alemanha Ocidental | Julius August Döpfner                  | 45       | bispo de Berlim                                               | Cardeal-presbítero de Santa Maria da Scala                             |
| 19       | Itália             | Domenico Tardini                       | 70       | Secretário de Estado                                          | Cardeal-diácono de Santo Apolinário nas Termas Neronianas-Alexandrinas |
| 20       | Itália             | Alberto di Jorio                       | 74       | presbítero da diocese de Roma                                 | Cardeal-diácono de Santa Pudenciana                                    |
| 21       | Itália             | Francesco Bracci                       | 79       | secretário da Congregação para a Disciplina dos Sacramentos   | Cardeal-diácono de São Cesário em Palatio                              |
| 22       | Itália             | Francesco Roberti                      | 69       | secretário da Sacra Congregação do Concílio                   | Cardeal-diácono de Santa Maria em Cosmedin                             |
| 23       | França             | André-Damien-Ferdinand Jullien, P.S.S. | 76       | decano do Tribunal da Rota Romana                             | Cardeal-diácono de São Jorge em Velabro                                |

## Link Externo
- «Catholic Hierarchy» (em inglês)